# Impôt vexatoire
Un impôt vexatoire est une forme de droit d'accise prélevé sur des biens considérés comme néfastes à la société ou aux individus, comme l'alcool, le tabac, les bonbons, les drogues, les boissons sucrées, les produits de restauration rapide, le café, le sucre, les jeux d'argent et la pornographie. Contrairement à la taxe pigouvienne, qui est censée financer la réparation d'effets négatifs d'une entreprise sur la société, les impôts vexatoires servent à augmenter le prix des denrées pour réduire la demande ou, au moins, y trouver une autre source de revenus fiscaux. Il est souvent plus populaire d'augmenter les impôts vexatoires plutôt que d'autres taxes.

## Description
Un impôt vexatoire porte sur des activités considérées comme indésirables à l'échelle de la société. Souvent, des lois somptuaires sont instaurées pour limiter l'usage de l'alcool, du tabac, des jeux d'argent et des véhicules excessivement polluants. Des lois somptuaires sur le sucre et les sodas ont aussi été envisagées (voir : taxe soda). Certaines juridictions imposent aussi des taxes sur les drogues récréatives comme la marijuana.
Les fonds recueillis par les impôts vexatoires financent de nombreux projets nécessaires à la prospérité sociale et économique. Aux États-Unis, les impôts vexatoires ont servi à développer des infrastructures.
Dans les pays anglo-saxons protestants, les personnes qui soutiennent les impôts vexatoires considèrent que la consommation de tabac et d'alcool, ainsi que les comportements associés, sont immoraux et « pécheurs » — c'est pourquoi ces impôts, en anglais, sont surnommés « impôts sur le péché » (sin tax).